# 景福公所旧址
景福公所旧址位于中国广东省肇庆市端州区古塔南路18号崇禧塔景区，建于清朝。2021年3月5日列为第七批肇庆市文物保护单位。